# Tinodes pollicaris
Tinodes pollicaris är en nattsländeart som beskrevs av Morse 1974. Tinodes pollicaris ingår i släktet Tinodes och familjen tunnelnattsländor. Inga underarter finns listade i Catalogue of Life.